# Euphyia slabyi
Euphyia slabyi är en fjärilsart som beskrevs av Komarek 1950. Euphyia slabyi ingår i släktet Euphyia och familjen mätare. Inga underarter finns listade i Catalogue of Life.